# 有看到我家的魔女嗎？
《有看到我家的魔女嗎？》（日语：うちの魔女しりませんか?）是山川進所著的日本輕小說作品，插畫由CUTEG負責，gagaga文庫出版。中文版由東立出版社發行，譯者為凌虛。

## 概要
講述人類與魔女，兩種物種互相了解，漸漸建立起羈絆的故事。在現在流行的偏喜劇（コメディタッチ）和賣萌要素中，混入了留戀與依依不捨，屬於讓人感動的作品。

## 故事簡介
在「魔女」已被認定為瀕危物種的世界，高中生的主角「文哉」發現了被鯛魚燒吸引而來的魔女小孩。雖然偷偷養在家裡，但實在搞不懂這位小魔女「蜜菈」而每天被她耍著團團轉。直到有一天，「魔女保護機關」發現了蜜菈的存在。

## 登場角色
文哉
柏崎文哉，高一，主角。
蜜菈
魔女，年齡不詳。外表像小學生。
涼太
守屋涼太，高一，熱血宅男。
茉莉
楠木茉莉，高一，千金大小姐。

## 出版書籍
| 集數 | 小學館        | 小學館                 | 東立出版社    | 東立出版社             |
| 集數 | 發售日期      | ISBN                   | 發售日期      | ISBN                   |
| ---- | ------------- | ---------------------- | ------------- | ---------------------- |
| 1    | 2011年1月18日 | ISBN 978-4-09-451247-2 | 2012年2月1日  | ISBN 978-986-10-9343-7 |
| 2    | 2011年8月18日 | ISBN 978-4-09-451287-8 | 2012年8月16日 | ISBN 978-986-317-643-5 |
| 3    | 2012年4月18日 | ISBN 978-4-09-451338-7 | 2013年1月14日 | ISBN 978-986-324-729-6 |